# Линия жизни (фильм, 1997)
«Линия жизни» (иер. трад. 十萬火急, упр. 十万火急, кант.-рус.: Сап мань фо кап, англ. Lifeline) — гонконгская драма 1997 года режиссёра Джонни То. Главные роли в фильме исполнили Лау Чинвань, Алекс Фон и Карман Лэй.
Картина получила шесть номинаций на 17-й Гонконгской кинопремии, завоевав две награды.

## Сюжет
Яу Сёй — старший пожарный в одной из пожарных частей Гонконга. Сёй знакомится с доктором Энни Чань, которая переживает непростой период в жизни после недавнего разрыва со своим парнем. Сёй утешает её, и у них завязываются отношения. В пожарную часть переводят Рэймонда Чёна, с которым Яу начинает соперничать, часто вступая в споры.
В один из дней на ткацкой фабрике вспыхивает сильный пожар. Сёй и Рэймонд прибывают на место происшествия, где уровень возгорания поднялся до 5-го уровня сложности. Сёй и Рэймонд объединяются, чтобы потушить пожар.

## В ролях
- Лау Чинвань — Яу Сёй (有水)
- Алекс Фон[англ.] — Рэймонд Чён Манькит (張文傑)
- Карман Лэй[англ.] — доктор Энни Чань
- Дамиан Лау[англ.] — Чен Фувай (鄭富威)
- Руби Вон[англ.] — Лоу Кавай (盧嘉慧)
- Рэймонд Вон Хоуинь[англ.] — Вон Хоуинь (黃浩然)
- Чань Маньлёй — отец Хоуиня
- Юнь Пань — Фун Тинкуок
- Лам Сют[англ.] — поджигатель
- Кеннет Чань Кхайтхай[англ.] — парень Энни
- Патрик Тан[кит.] — муж мадам Лоу
- Эйлин Иу[англ.] — Джанет, бывшая жена Рэймонда Чёна

## Награды и номинации
| Награды                                   | Награды                    | Награды              | Награды   |
| Кинопремия                                | Категория                  | Лауреат / претендент | Результат |
| ----------------------------------------- | -------------------------- | -------------------- | --------- |
| 17-я Гонконгская кинопремия               | Лучший фильм               | Линия жизни          | Номинация |
| 17-я Гонконгская кинопремия               | Лучшая режиссёрская работа | Джонни То            | Номинация |
| 17-я Гонконгская кинопремия               | Лучший новый актёр         | Руби Вон             | Номинация |
| 17-я Гонконгская кинопремия               | Лучший монтаж              | Вон Винмин           | Победа    |
| 17-я Гонконгская кинопремия               | Лучшая постановка экшена   | Юнь Пань             | Номинация |
| 17-я Гонконгская кинопремия               | Лучшее звуковое оформление | Линия жизни          | Победа    |
| 34-я Золотая лошадь                       | Лучшая постановка экшена   | Юнь Пань             | Номинация |
| 4-я Премия общества кинокритиков Гонконга | Спецприз «Film of Merit»   | Линия жизни          | Победа    |